# Amphioctopus
Amphioctopus P. Fischer, 1882 è un genere di molluschi cefalopodi di piccole dimensioni appartenente alla famiglia Octopodidae.

## Descrizione
Il genere Amphioctopus comprende polpi di taglia medio-piccola, con mantello ovoidale lungo 10-14 cm, di colore  variabile, alcune specie presentano ocelli iridescenti e un numero variabile di macchie biancastre; le braccia sono lunghe 2-3 volte il mantello, con ventose disposte su due file (disposizione biseriale) e con profonde membrane interbrachiali laterali e dorsali più superficiali. Nei maschi il terzo braccio destro è ectocotilizzato, ed è leggermente più corto del controlaterale.  Questi polipi sono dotati di una tasca del nero e hanno un sifone a forma di W.

## Distribuzione e habitat
I membri del genere Amphioctopus risiedono in acque tropicali e subtropicali. Questi polpi si trovano principalmente nell'Oceano Pacifico e nell'Oceano Indiano, ma si possono trovare rappresentanti anche nell'Oceano Atlantico.

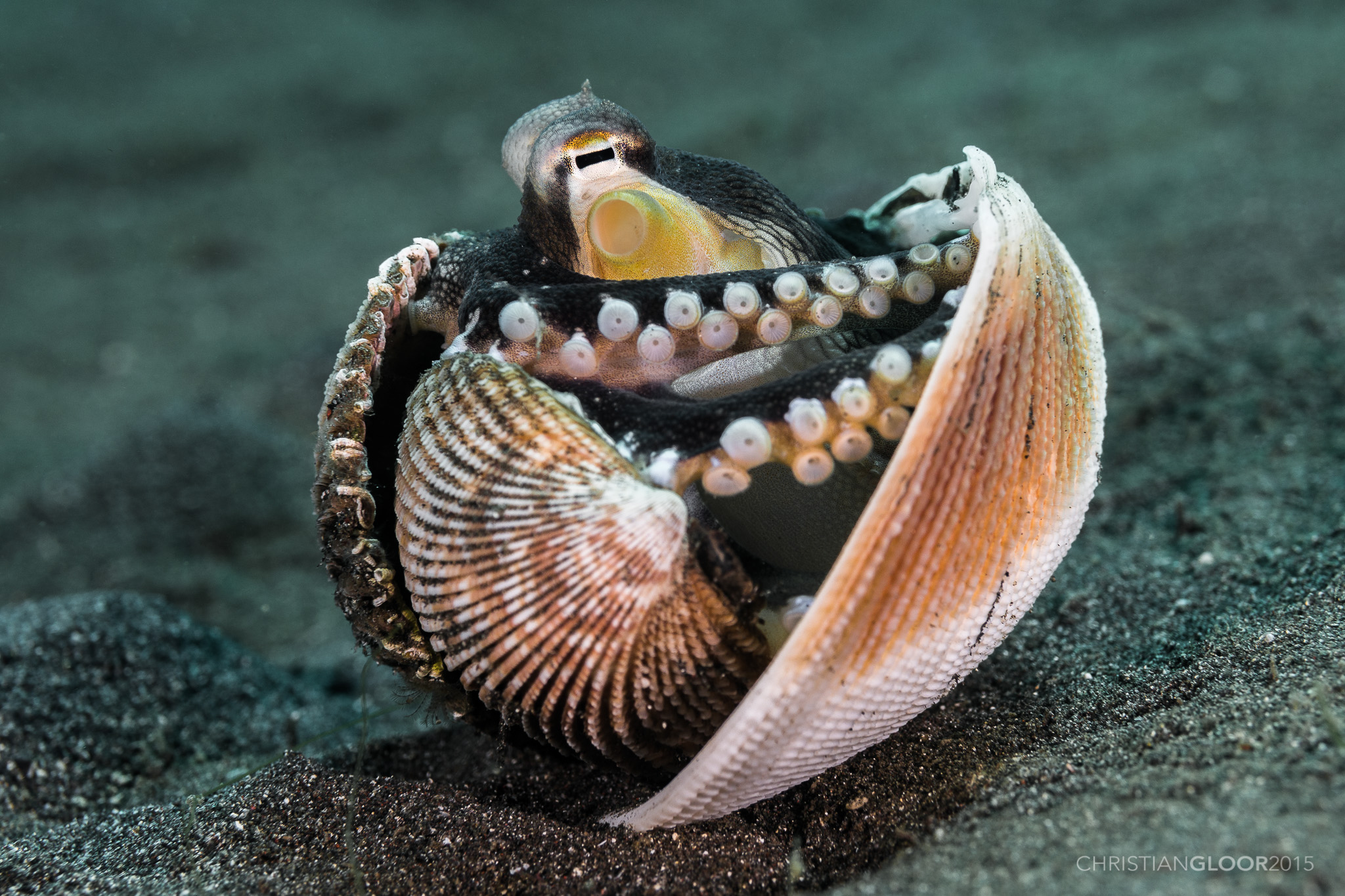
Amphioctopus marginatus si rifugia tra le noci di cocco e le conchiglie

## Tassonomia

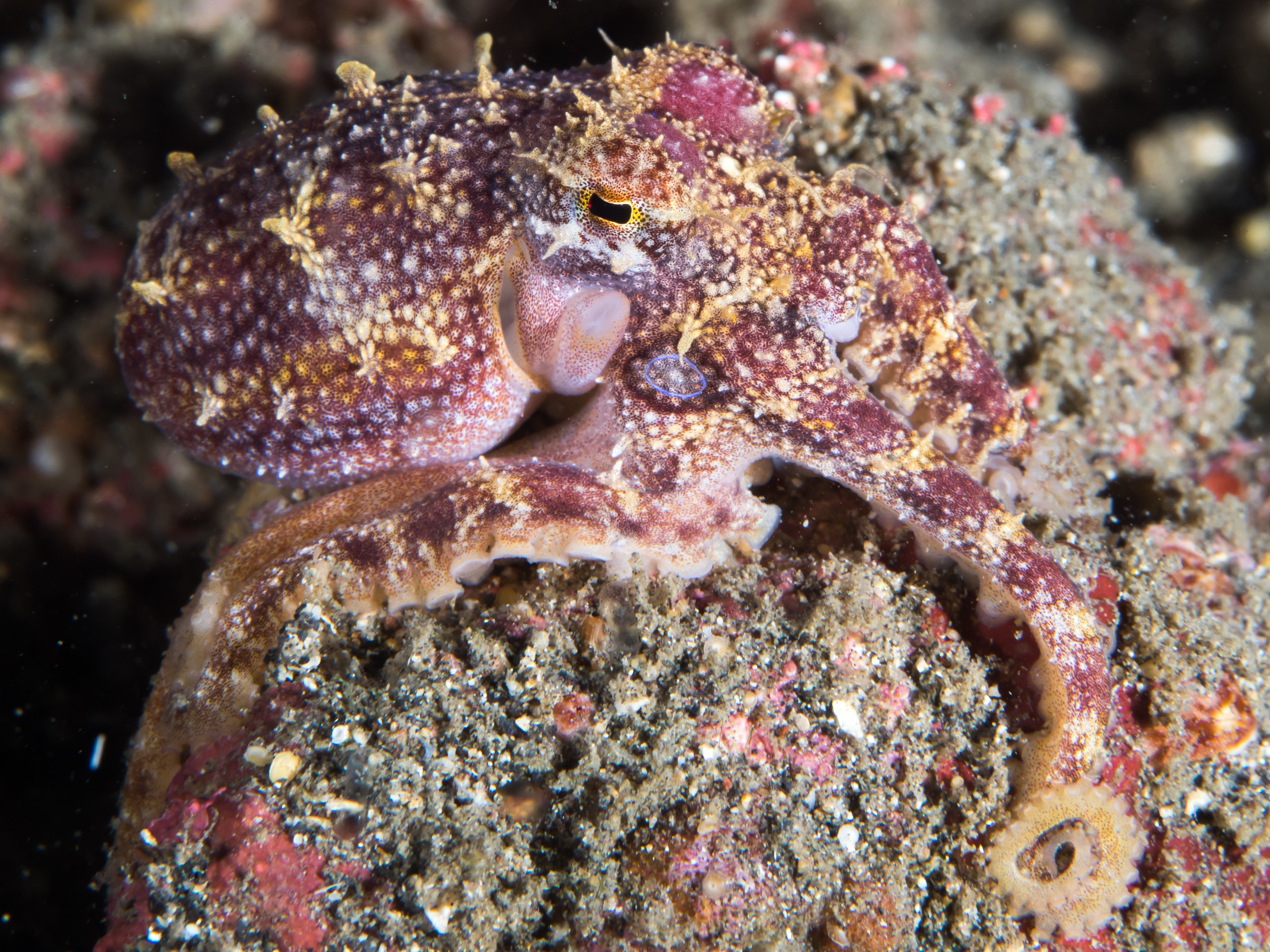
Amphioctopus mototi, un piccolo polpo ocellato delle acque tropicali

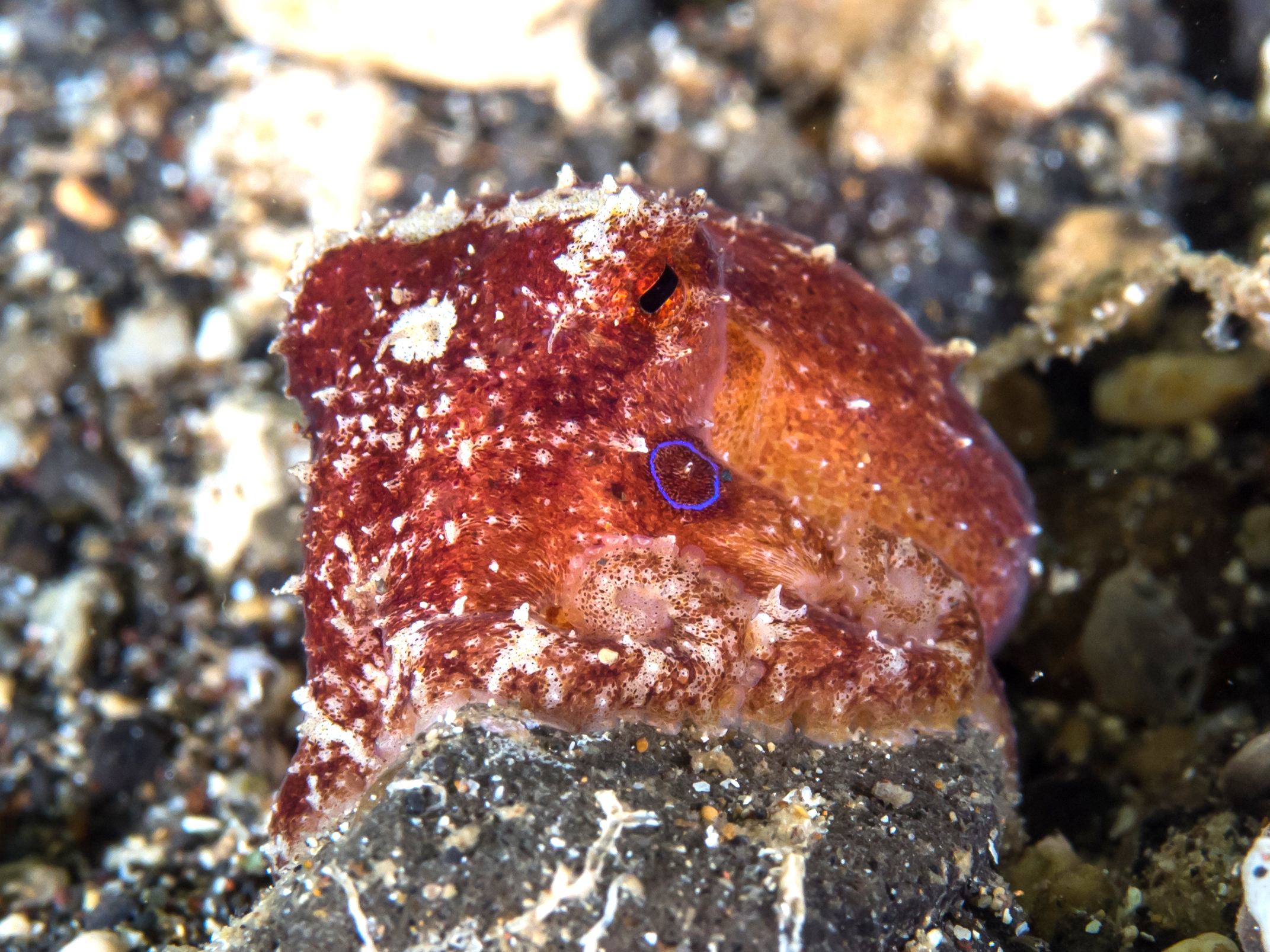
L'ocello blu di Amphioctopus mototi è un chiaro avvertimento aposematico

Storicamente, i membri di questo genere sono stati per molto tempo collocati all'interno del genere Octopus, dove erano riconosciuti come formanti di un gruppo distinto, indicato come il complesso della specie Octopus aegina (oggi Amphioctopus aegina). Solo negli anni che vanno dal 2002 al 2005, si suggerì che il gruppo di specie aegina potesse rappresentare un genere distinto.
Oggi il genere Amphioctopus comprende le seguenti specie:
- Amphioctopus aegina J. E. Gray, 1849
- Amphioctopus arenicola Huffard & Hochberg, 2005
- Amphioctopus burryi (G. L. Voss, 1950)
- Amphioctopus exannulatus (Norman, 1993)
- Amphioctopus fangsiao (d'Orbigny, 1839-1841
- Amphioctopus kagoshimensis (Ortmann, 1888)
- Amphioctopus marginatus (Taki, 1964) - (polpo del cocco o polpo venato)
- Amphioctopus membranaceus (Quoy & Gaimard, 1832)
- Amphioctopus mototi (Norman, 1993) - (polpo ocellato)
- Amphioctopus neglectus (Nateewathana & Norman, 1999)
- Amphioctopus ovulum (Sasaki, 1917)
- Amphioctopus polyzenia (J. E. Gray, 1849)
- Amphioctopus rex (Nateewathana & Norman, 1999)
- Amphioctopus robsoni (Adam, 1941)
- Amphioctopus siamensis (Nateewathana & Norman, 1999)
- Amphioctopus varunae (Oommen, 1971)